# Église Saint-Dominique de Vieux-Thann
L'église Saint-Dominique est un monument historique situé à Vieux-Thann, dans le département français du Haut-Rhin.

## Localisation
Ce bâtiment est situé rue Charles-de-Gaulle à Vieux-Thann.

## Historique
Vieux-Thann est cité pour la première fois dans une donation par l'évêque de Strasbourg Widerold (991-999) à l'abbaye d'Eschau. Comme la plupart des églises fondées par l'évêque de Strasbourg, l'église était dédiée à Vierge. Elle existait déjà au Xe siècle. C'était l'église la plus ancienne de la vallée de la Thur. Elle est restée l'église-mère de Thann jusqu'en 1389. C'était un lieu de pèlerinage avant qu'il soit supplanté par le pèlerinage de saint Thiébaut au XIVe siècle. Elle est restée le lieu de rassemblement de la Confrérie des ménétriers de Haute-Alsace et de celle des tisserands de Thann.
En 1289, l'église est devenue l'église d'une communauté de béguines de Gundolsheim qui ont adopté la règle de saint Augustin en 1479 avant d'entrer dans l'ordre des dominicaines en 1534. Elles restent sur le site jusqu'à la révolution française.
Les étapes de construction de l'église sont connues grâce aux Annales des Franciscains de Thann et la Petite chronique de Thann. D'après les Annales l'église a été détruite par des compagnies d'Anglais en 1376. Elle est reconstruite en 1444, incendiée en 1445 par des Armagnacs. Les travaux de reconstruction sont terminés en 1455. D'après les Annales, les travaux comprennent le tour, le jubé du saint sépulcre et le cimetière, mais, d'après la Petite chronique, la tour est construite en 1403, le jubé et le saint sépulcre en 1516. Le village est incendié par les Suisses en 1468. La foudre tombe sur le clocher en 1489.
Des éléments du mur nord de la tour jusqu'au milieu du dernier niveau doivent dater de la fin du XIIe siècle ou au début du XIIIe siècle.
Une lettre d'indulgence de 1399 faite pour Hermann, trompette du duc Léopold d'Autriche, pour fonder un autel en l'honneur de la Vierge situé sur le mur nord de la nef permet de fixer la fin probable des travaux de la nef.
L'analyse de la structure du chœur permet de dater sa construction du premier quart du XVe siècle. La date de 1403 donnée dans la Petite chronique doit correspondre la l'exhaussement du rez-de-chaussée de la tour pour donner une meilleure vue du chœur. À la date de 1444, l'église a dû subir de sérieux dégâts qui ont nécessité des travaux de réparation, peut-être la reconstruction de la voûte du chœur au milieu du XVe siècle. Des travaux ont aussi dû être faits à la même période de la nef. Le vitrail de la Vierge se trouvant dans le mur nord de la nef est daté de 1466.
Rémy Faesch, architecte de la collégiale de Thann aussi chargé de l'église de Vieux-Thann, a entrepris des travaux au début du XVIe siècle. Une porte est percée en 1511 par le seigneur de la ville voisine, Sbai Samy III. Le jubé et le saint sépulcre datent de 1516 d'après la Petite chronique. Le jubé est supprimé au XVIIIe siècle mais des arcades sont conservées sous la tribune d'orgue.
L'église est profondément transformée au XVIIIe siècle par l'architecte Jean-Baptiste Chassain dont on connaît le projet daté de 1769.

## Protection
L'édifice fait l'objet d'un classement au titre des monuments historiques depuis 1904. L'édifice fait l'objet d'une inscription au titre des monuments historiques depuis 1988.